# Lista monumentelor istorice din județul Sibiu

Simbol pentru monumentele istorice

Lista monumentelor istorice din județul Sibiu cuprinde monumentele istorice din județul Sibiu înscrise în Patrimoniul cultural național al României.
Lista completă este menținută și actualizată periodic de către Ministerul Culturii, Cultelor și Patrimoniului Național din România, prin intermediul Institutului Național al Patrimoniului, ultima versiune datând din 2015. Această listă cuprinde și actualizările ulterioare, realizate prin ordin al ministrului culturii.
Datorită numărului mare de monumente, această listă a fost împărțită după localitatea în care se află monumentul. Dacă știți localitatea (satul sau orașul) în care se află monumentul, alegeți localitatea din lista din această pagină. Dacă nu știți localitatea, puteți căuta un monument din județ folosind formularul de mai jos.
| A ↑ A B C D E F G H I Î J K L M N O P Q R S Ș T Ț U V W X Y Z ↓ | A ↑ A B C D E F G H I Î J K L M N O P Q R S Ș T Ț U V W X Y Z ↓ | A ↑ A B C D E F G H I Î J K L M N O P Q R S Ș T Ț U V W X Y Z ↓ | A ↑ A B C D E F G H I Î J K L M N O P Q R S Ș T Ț U V W X Y Z ↓ | A ↑ A B C D E F G H I Î J K L M N O P Q R S Ș T Ț U V W X Y Z ↓ | A ↑ A B C D E F G H I Î J K L M N O P Q R S Ș T Ț U V W X Y Z ↓ | A ↑ A B C D E F G H I Î J K L M N O P Q R S Ș T Ț U V W X Y Z ↓ | A ↑ A B C D E F G H I Î J K L M N O P Q R S Ș T Ț U V W X Y Z ↓ | A ↑ A B C D E F G H I Î J K L M N O P Q R S Ș T Ț U V W X Y Z ↓ | A ↑ A B C D E F G H I Î J K L M N O P Q R S Ș T Ț U V W X Y Z ↓ |
| --------------------------------------------------------------- | --------------------------------------------------------------- | --------------------------------------------------------------- | --------------------------------------------------------------- | --------------------------------------------------------------- | --------------------------------------------------------------- | --------------------------------------------------------------- | --------------------------------------------------------------- | --------------------------------------------------------------- | --------------------------------------------------------------- |
| Agârbiciu                                                       | Agnita                                                          | Alma                                                            | Alma Vii                                                        | Alțâna                                                          |                                                                 |                                                                 |                                                                 |                                                                 |                                                                 |
| Apoldu De Jos                                                   | Apoldu De Sus                                                   | Apoș                                                            | Arpașu De Jos                                                   | Arpașu De Sus                                                   |                                                                 |                                                                 |                                                                 |                                                                 |                                                                 |
| Arpașul De Sus                                                  | Ațel                                                            | Avrig                                                           | Axente Sever                                                    |                                                                 |                                                                 |                                                                 |                                                                 |                                                                 |                                                                 |
| B ↑ A B C D E F G H I Î J K L M N O P Q R S Ș T Ț U V W X Y Z ↓ |                                                                 |                                                                 |                                                                 |                                                                 |                                                                 |                                                                 |                                                                 |                                                                 |                                                                 |
| Bazna                                                           | Bârghiș                                                         | Benești                                                         | Biertan                                                         | Boarta                                                          |                                                                 |                                                                 |                                                                 |                                                                 |                                                                 |
| Bogatu Român                                                    | Boian                                                           | Boița                                                           | Bradu                                                           | Bratei                                                          |                                                                 |                                                                 |                                                                 |                                                                 |                                                                 |
| Brateiu                                                         | Brădeni                                                         | Bruiu                                                           | Buia                                                            | Bungard                                                         |                                                                 |                                                                 |                                                                 |                                                                 |                                                                 |
| Buzd                                                            |                                                                 |                                                                 |                                                                 |                                                                 |                                                                 |                                                                 |                                                                 |                                                                 |                                                                 |
| C ↑ A B C D E F G H I Î J K L M N O P Q R S Ș T Ț U V W X Y Z ↓ |                                                                 |                                                                 |                                                                 |                                                                 |                                                                 |                                                                 |                                                                 |                                                                 |                                                                 |
| Cașolț                                                          | Cârța                                                           | Cârțișoara                                                      | Chirpăr                                                         | Cisnădie                                                        |                                                                 |                                                                 |                                                                 |                                                                 |                                                                 |
| Cisnădioara                                                     | Colun                                                           | Copșa Mare                                                      | Copșa Mică                                                      | Cornățel                                                        |                                                                 |                                                                 |                                                                 |                                                                 |                                                                 |
| Coveș                                                           | Cristian                                                        | Curciu                                                          |                                                                 |                                                                 |                                                                 |                                                                 |                                                                 |                                                                 |                                                                 |
| D ↑ A B C D E F G H I Î J K L M N O P Q R S Ș T Ț U V W X Y Z ↓ |                                                                 |                                                                 |                                                                 |                                                                 |                                                                 |                                                                 |                                                                 |                                                                 |                                                                 |
| Daia                                                            | Dârlos                                                          | Dealu Frumos                                                    | Dobârca                                                         | Dumbrăveni                                                      |                                                                 |                                                                 |                                                                 |                                                                 |                                                                 |
| Dupuș                                                           |                                                                 |                                                                 |                                                                 |                                                                 |                                                                 |                                                                 |                                                                 |                                                                 |                                                                 |
| F ↑ A B C D E F G H I Î J K L M N O P Q R S Ș T Ț U V W X Y Z ↓ |                                                                 |                                                                 |                                                                 |                                                                 |                                                                 |                                                                 |                                                                 |                                                                 |                                                                 |
| Fântânele                                                       | Florești                                                        | Fofeldea                                                        |                                                                 |                                                                 |                                                                 |                                                                 |                                                                 |                                                                 |                                                                 |
| G ↑ A B C D E F G H I Î J K L M N O P Q R S Ș T Ț U V W X Y Z ↓ |                                                                 |                                                                 |                                                                 |                                                                 |                                                                 |                                                                 |                                                                 |                                                                 |                                                                 |
| Galeș                                                           | Gherdeal                                                        | Ghijasa De Jos                                                  | Gura Râului                                                     |                                                                 |                                                                 |                                                                 |                                                                 |                                                                 |                                                                 |
| H ↑ A B C D E F G H I Î J K L M N O P Q R S Ș T Ț U V W X Y Z ↓ |                                                                 |                                                                 |                                                                 |                                                                 |                                                                 |                                                                 |                                                                 |                                                                 |                                                                 |
| Hamba                                                           | Hoghilag                                                        | Hosman                                                          |                                                                 |                                                                 |                                                                 |                                                                 |                                                                 |                                                                 |                                                                 |
| I ↑ A B C D E F G H I Î J K L M N O P Q R S Ș T Ț U V W X Y Z ↓ |                                                                 |                                                                 |                                                                 |                                                                 |                                                                 |                                                                 |                                                                 |                                                                 |                                                                 |
| Iacobeni                                                        | Ighișu Nou                                                      | Ilimbav                                                         |                                                                 |                                                                 |                                                                 |                                                                 |                                                                 |                                                                 |                                                                 |
| J ↑ A B C D E F G H I Î J K L M N O P Q R S Ș T Ț U V W X Y Z ↓ |                                                                 |                                                                 |                                                                 |                                                                 |                                                                 |                                                                 |                                                                 |                                                                 |                                                                 |
| Jina                                                            |                                                                 |                                                                 |                                                                 |                                                                 |                                                                 |                                                                 |                                                                 |                                                                 |                                                                 |
| L ↑ A B C D E F G H I Î J K L M N O P Q R S Ș T Ț U V W X Y Z ↓ |                                                                 |                                                                 |                                                                 |                                                                 |                                                                 |                                                                 |                                                                 |                                                                 |                                                                 |
| Laslea                                                          | Loamneș                                                         |                                                                 |                                                                 |                                                                 |                                                                 |                                                                 |                                                                 |                                                                 |                                                                 |
| M ↑ A B C D E F G H I Î J K L M N O P Q R S Ș T Ț U V W X Y Z ↓ |                                                                 |                                                                 |                                                                 |                                                                 |                                                                 |                                                                 |                                                                 |                                                                 |                                                                 |
| Mag                                                             | Marpod                                                          | Mălâncrav                                                       | Mediaș                                                          | Merghindeal                                                     |                                                                 |                                                                 |                                                                 |                                                                 |                                                                 |
| Metiș                                                           | Micăsasa                                                        | Miercurea Băi                                                   | Miercurea Sibiului                                              | Moardăș                                                         |                                                                 |                                                                 |                                                                 |                                                                 |                                                                 |
| Mohu                                                            | Moșna                                                           | Motiș                                                           | Movile                                                          |                                                                 |                                                                 |                                                                 |                                                                 |                                                                 |                                                                 |
| N ↑ A B C D E F G H I Î J K L M N O P Q R S Ș T Ț U V W X Y Z ↓ |                                                                 |                                                                 |                                                                 |                                                                 |                                                                 |                                                                 |                                                                 |                                                                 |                                                                 |
| Nemșa                                                           | Netuș                                                           | Nocrich                                                         | Noiștat                                                         | Nou                                                             |                                                                 |                                                                 |                                                                 |                                                                 |                                                                 |
| Nou Săsesc                                                      |                                                                 |                                                                 |                                                                 |                                                                 |                                                                 |                                                                 |                                                                 |                                                                 |                                                                 |
| O ↑ A B C D E F G H I Î J K L M N O P Q R S Ș T Ț U V W X Y Z ↓ |                                                                 |                                                                 |                                                                 |                                                                 |                                                                 |                                                                 |                                                                 |                                                                 |                                                                 |
| Ocna Sibiului                                                   | Orlat                                                           |                                                                 |                                                                 |                                                                 |                                                                 |                                                                 |                                                                 |                                                                 |                                                                 |
| P ↑ A B C D E F G H I Î J K L M N O P Q R S Ș T Ț U V W X Y Z ↓ |                                                                 |                                                                 |                                                                 |                                                                 |                                                                 |                                                                 |                                                                 |                                                                 |                                                                 |
| Păltiniș                                                        | Păuca                                                           | Pelișor                                                         | Poiana Sibiului                                                 | Poplaca                                                         |                                                                 |                                                                 |                                                                 |                                                                 |                                                                 |
| Porumbacu De Jos                                                | Presaca                                                         |                                                                 |                                                                 |                                                                 |                                                                 |                                                                 |                                                                 |                                                                 |                                                                 |
| R ↑ A B C D E F G H I Î J K L M N O P Q R S Ș T Ț U V W X Y Z ↓ |                                                                 |                                                                 |                                                                 |                                                                 |                                                                 |                                                                 |                                                                 |                                                                 |                                                                 |
| Rășinari                                                        | Retiș                                                           | Richiș                                                          | Roandola                                                        | Rod                                                             |                                                                 |                                                                 |                                                                 |                                                                 |                                                                 |
| Roșia                                                           | Ruja                                                            | Rusciori                                                        | Ruși                                                            |                                                                 |                                                                 |                                                                 |                                                                 |                                                                 |                                                                 |
| S ↑ A B C D E F G H I Î J K L M N O P Q R S Ș T Ț U V W X Y Z ↓ |                                                                 |                                                                 |                                                                 |                                                                 |                                                                 |                                                                 |                                                                 |                                                                 |                                                                 |
| Sadu                                                            | Săcădate                                                        | Săliște                                                         | Sărata                                                          | Săsăuș                                                          |                                                                 |                                                                 |                                                                 |                                                                 |                                                                 |
| Sângătin                                                        | Sebeșu De Jos                                                   | Sebeșu De Sus                                                   | Sibiel                                                          | Sibiu                                                           |                                                                 |                                                                 |                                                                 |                                                                 |                                                                 |
| Slimnic                                                         | Stejărișu                                                       |                                                                 |                                                                 |                                                                 |                                                                 |                                                                 |                                                                 |                                                                 |                                                                 |
| Ș ↑ A B C D E F G H I Î J K L M N O P Q R S Ș T Ț U V W X Y Z ↓ |                                                                 |                                                                 |                                                                 |                                                                 |                                                                 |                                                                 |                                                                 |                                                                 |                                                                 |
| Șaroș Pe Târnave                                                | Șeica Mare                                                      | Șeica Mică                                                      | Șelimbăr                                                        | Șmig                                                            |                                                                 |                                                                 |                                                                 |                                                                 |                                                                 |
| Șoala                                                           | Șomartin                                                        | Șura Mare                                                       | Șura Mică                                                       |                                                                 |                                                                 |                                                                 |                                                                 |                                                                 |                                                                 |
| T ↑ A B C D E F G H I Î J K L M N O P Q R S Ș T Ț U V W X Y Z ↓ |                                                                 |                                                                 |                                                                 |                                                                 |                                                                 |                                                                 |                                                                 |                                                                 |                                                                 |
| Tălmaciu                                                        | Tălmăcel                                                        | Târnava                                                         | Tilișca                                                         | Topârcea                                                        |                                                                 |                                                                 |                                                                 |                                                                 |                                                                 |
| Turnu Roșu                                                      |                                                                 |                                                                 |                                                                 |                                                                 |                                                                 |                                                                 |                                                                 |                                                                 |                                                                 |
| Ț ↑ A B C D E F G H I Î J K L M N O P Q R S Ș T Ț U V W X Y Z ↓ |                                                                 |                                                                 |                                                                 |                                                                 |                                                                 |                                                                 |                                                                 |                                                                 |                                                                 |
| Țapu                                                            | Țichindeal                                                      |                                                                 |                                                                 |                                                                 |                                                                 |                                                                 |                                                                 |                                                                 |                                                                 |
| V ↑ A B C D E F G H I Î J K L M N O P Q R S Ș T Ț U V W X Y Z ↓ |                                                                 |                                                                 |                                                                 |                                                                 |                                                                 |                                                                 |                                                                 |                                                                 |                                                                 |
| Valchid                                                         | Vale                                                            | Valea Viilor                                                    | Vărd                                                            | Vecerd                                                          |                                                                 |                                                                 |                                                                 |                                                                 |                                                                 |
| Velț                                                            | Veseud                                                          | Vurpăr                                                          |                                                                 |                                                                 |                                                                 |                                                                 |                                                                 |                                                                 |                                                                 |
| Z ↑ A B C D E F G H I Î J K L M N O P Q R S Ș T Ț U V W X Y Z ↓ |                                                                 |                                                                 |                                                                 |                                                                 |                                                                 |                                                                 |                                                                 |                                                                 |                                                                 |
| Zlagna                                                          |                                                                 |                                                                 |                                                                 |                                                                 |                                                                 |                                                                 |                                                                 |                                                                 |                                                                 |